# 73. tankový prapor
73. tankový prapor „Hanácký“ s posádkou v Přáslavicích je vojenský útvar Pozemních sil Armády České republiky v sestavě 7. mechanizované brigády a jediná tanková jednotka české armády. Od začátku roku 2024 provozuje prapor 30 modernizovaných T-72M4 CZ, 20 původních T-72M1 a 14 tanků Leopard 2A4. Od 1. července 2023 je velitelem praporu podplukovník Tomáš Suchý.

## Historie
73. tankový prapor je historickým nástupcem 7. protitankového dělostřeleckého pluku, který vznikl v únoru 1945 rámci 4. brigády 1. československého armádního sboru v SSSR. Po přechodu na mírovou organizaci československé armády, kdy z mateřské 4. brigády vznikla 4. pěší divize, z něj v Praze vznikl protitankový oddíl 4 této divize. Po řadě reorganizací byl útvar už pod názvem 33. tankový pluk v květnu 1966 přemístěn do posádky Přáslavice. U příležitosti výročí vzniku Československé republiky mu byl prezidentem Václavem Havlem 28. října 1991 propůjčen čestný název "Hanácký".
Počátkem října 1994 byl pluk transformován na nástupnický 73. mechanizovaný prapor a 74. výcvikovou základnu. Ve výzbroji měl prapor v době vzniku bojová vozidla pěchoty BVP-1 a tanky T-54 a až do 1. ledna roku 1995 zůstal v podřízenosti 3. mechanizované divize, než došlo k jeho zařazení pod nově vzniklou 7. mechanizovanou brigádu. V prosinci 2003 došlo v souvislosti se změnou organizace mechanizovaných praporů k reorganizaci na 73. smíšený mechanizovaný prapor a v lednu 2005 pak na 73. tankový prapor již s tanky T-72 a vozidly BVP-2.

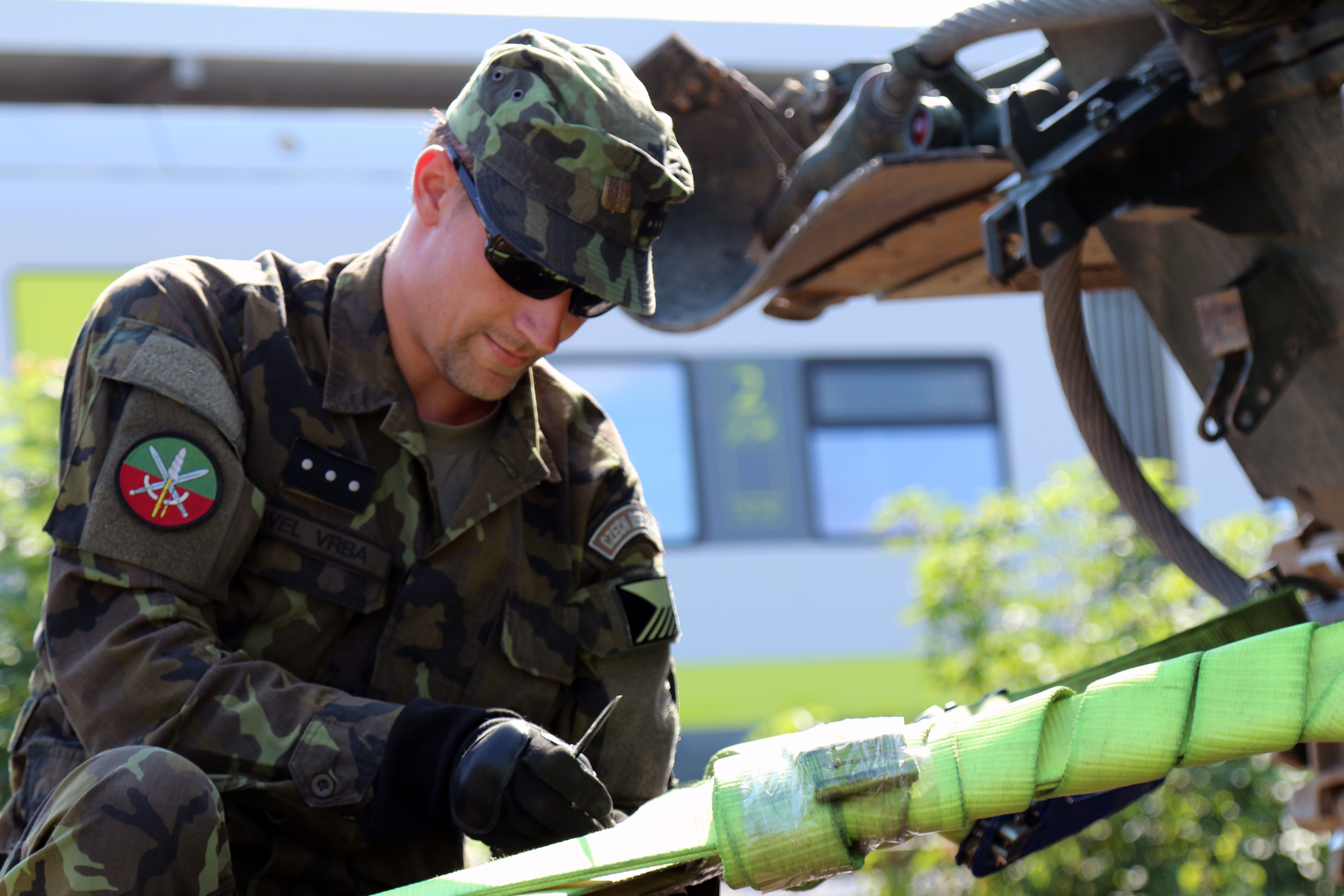
Voják 73. tankového praporu

Vojáci tankového praporu se podíleli na zahraničních misích v Iráku, Kosovu, Mali a v rámci jednotek ISAF a PRT také v Afghánistánu. V březnu roku 2020 byli příslušníci praporu během epidemie covidu-19 nasazeni jako posila Policie ČR při střežení státní hranice s Polskem. Od října 2022 do února 2023 došlo opět k nasazeni k posílení Policie ČR při střežení státní hranice, tentokrát se Slovenskem při řešení nelegální migrace.
Součástí praporu je i 1. tanková rota Aktivních záloh, která vznikla původně z 1. čety 1. roty Aktivních záloh dobrovolných jako 1. tanková rota AZD v červenci roku 2002 ve Strašicích u 2. mechanizované brigády, kde také dne 30. listopadu téhož roku obdržela od Československé obce legionářské četný název Československých legií. Po zrušení mateřské 2. mechanizované brigády v roce 2003, ke které byla rota spolu s celým v té době existujícím 1. mechanizovaným praporem Aktivních záloh dobrovolných přičleněna, byla začleněna do 73. smíšeného mechanizovaného praporu a její příslušníci v současnosti slouží v případě potřeby i k výběrovému posílení aktivních jednotek tankového paporu.

## Výzbroj

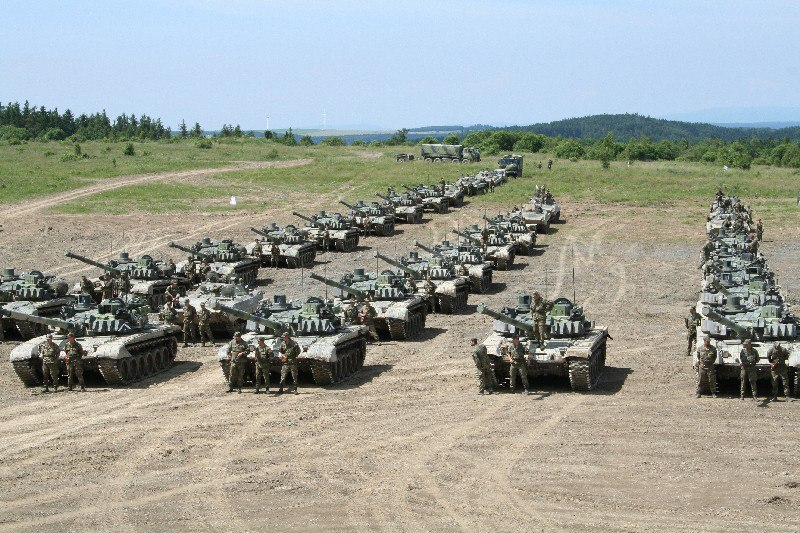
Tanky a další technika praporu

73. tankový prapor je vyzbrojen především dvěma verzemi sovětského tanku T-72, licenčně vyráběného v Československu. Prapor tabulkově disponuje 30 modernizovanými tanky T-72M4 CZ, 27 v základní a 3 ve velitelské úpravě. Vzhledem k omezené provozuschopnosti těchto tanků jimi byla na počátku roku 2018 plně vyzbrojena pouze 1. tanková rota, zatímco 2. a 3. rota obdržely reaktivované (nemodernizované) tanky T-72M1, kterými je v počtu 10 kusů vybavena také 1. tanková rota Aktivních záloh.
Od prosince 2022 začal prapor přebírat tanky Leopard 2A4 získané darem od vlády SRN jako náhrada za techniku ze skladových zásob AČR darovanou na Ukrajinu. Tyto tanky slouží u 2. tankové roty, kde nahradily nemodernizované stroje T-72M1 a jejich úlohou je výcvik v rámci přechodu na tzv. západní organizační strukturu, ke které došlo roku 2024 v souvislosti s předpokládaným získáním dalších tanků Leopard 2A4 a plánovaným budoucím přezbrojením na tanky Leopard 2A8.
K další technice praporu patří vyprošťovací tanky VT-72M4 CZ, bojová vozidla pěchoty BVP-2, osobní terénní automobily Toyota Hilux, vozidla S-LOV CBRN a nákladní automobily Tatra 810, Tatra 815 a Tatra 815-7. Vojáci jsou vyzbrojeni pistolemi CZ P-10C, útočnými puškami CZ BREN 2, samopaly CZ Scorpion EVO 3, odstřelovacími puškami Desert Tech HTI a ručními protitankovými zbraněmi RPG-7 a RPG-75.

## Struktura

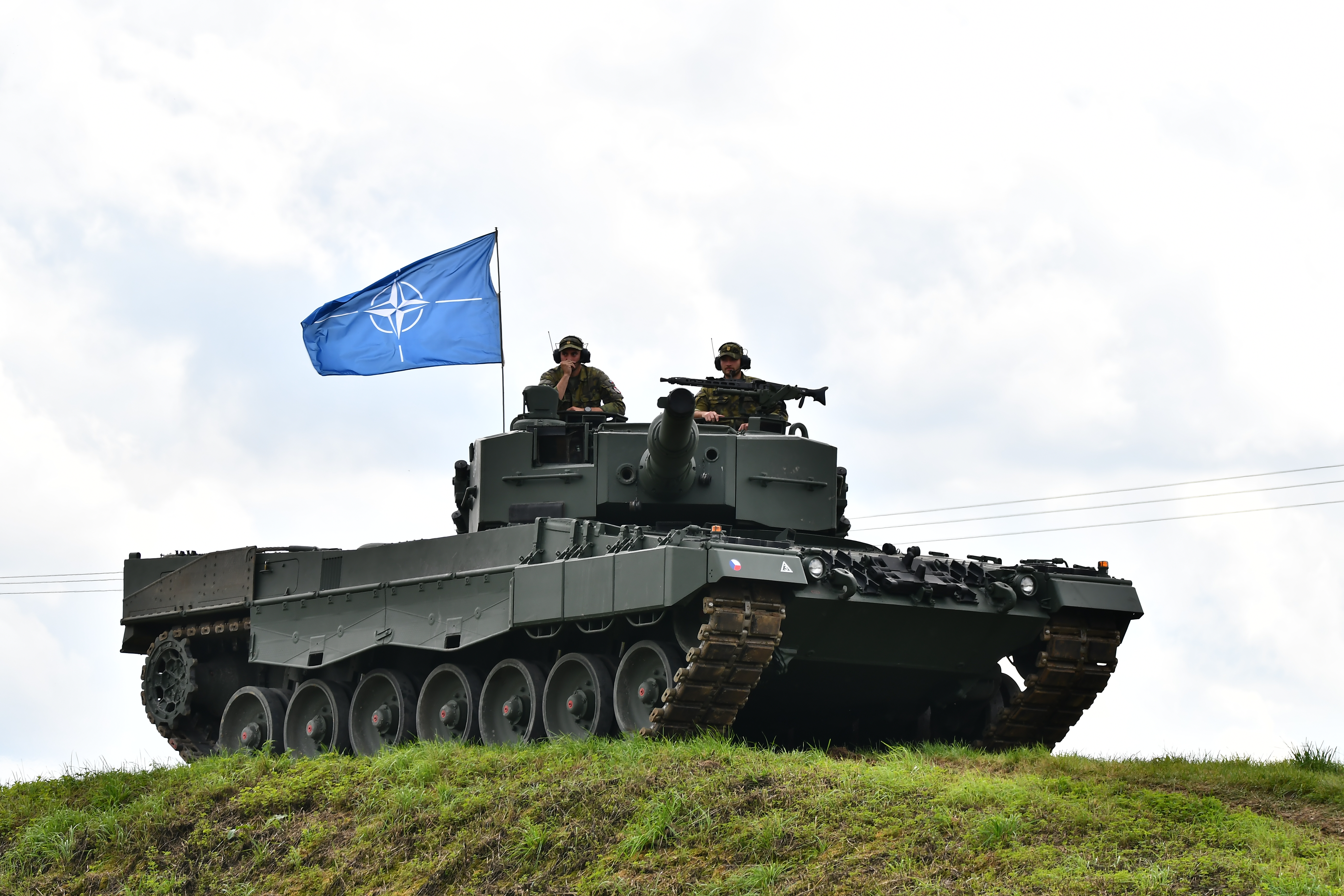
Tank Leopard 2A4

Organizační struktura 73. tankového praporu od 1. července roku 2024:
- Velení
  - Štáb
- Velitelská rota
  - Velitelská četa
  - Spojovací četa
  - Ženijní četa
- 1. tanková rota
  - 2 velitelské tanky

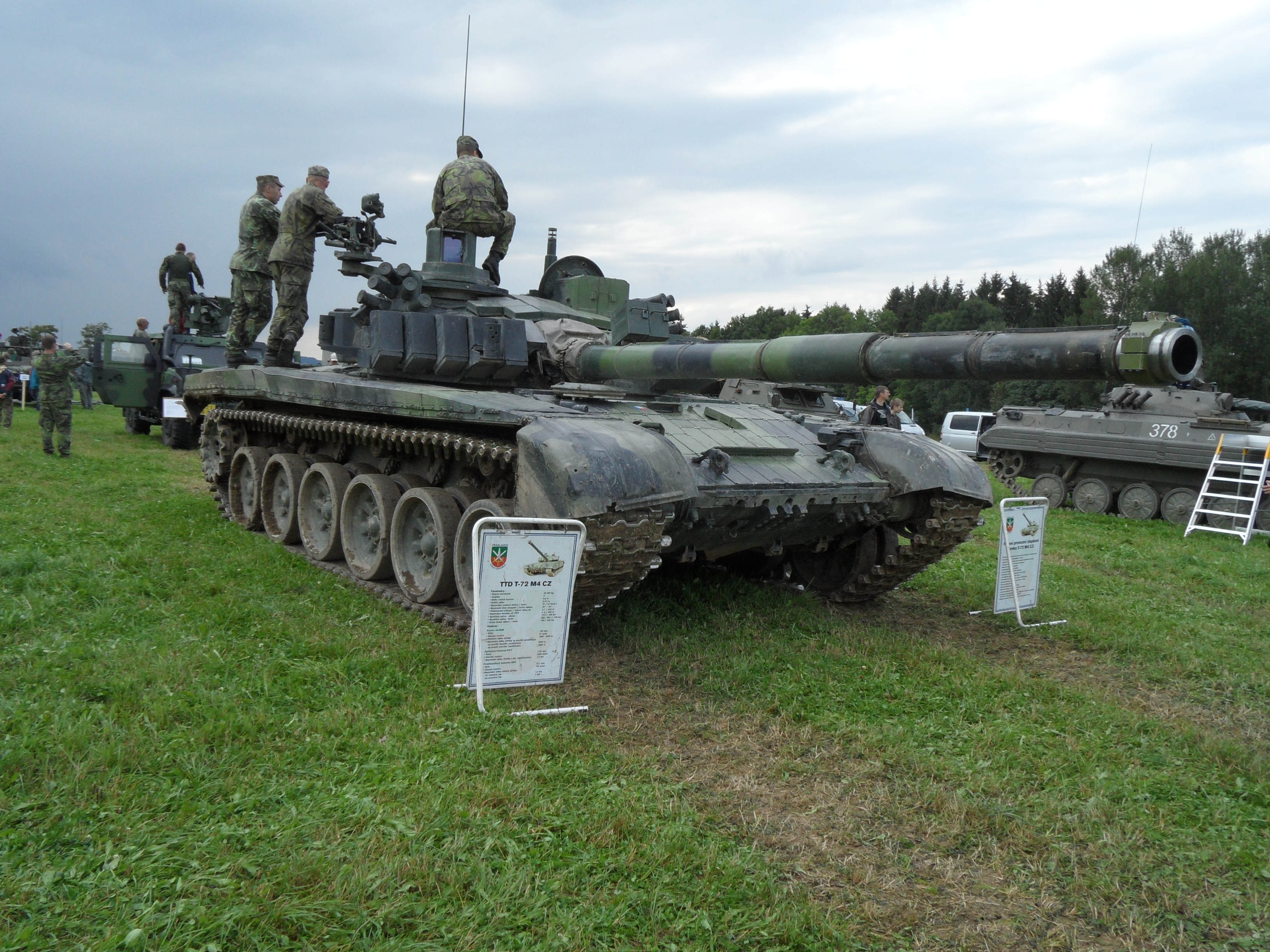
Modernizovaný tank T-72M4 CZ

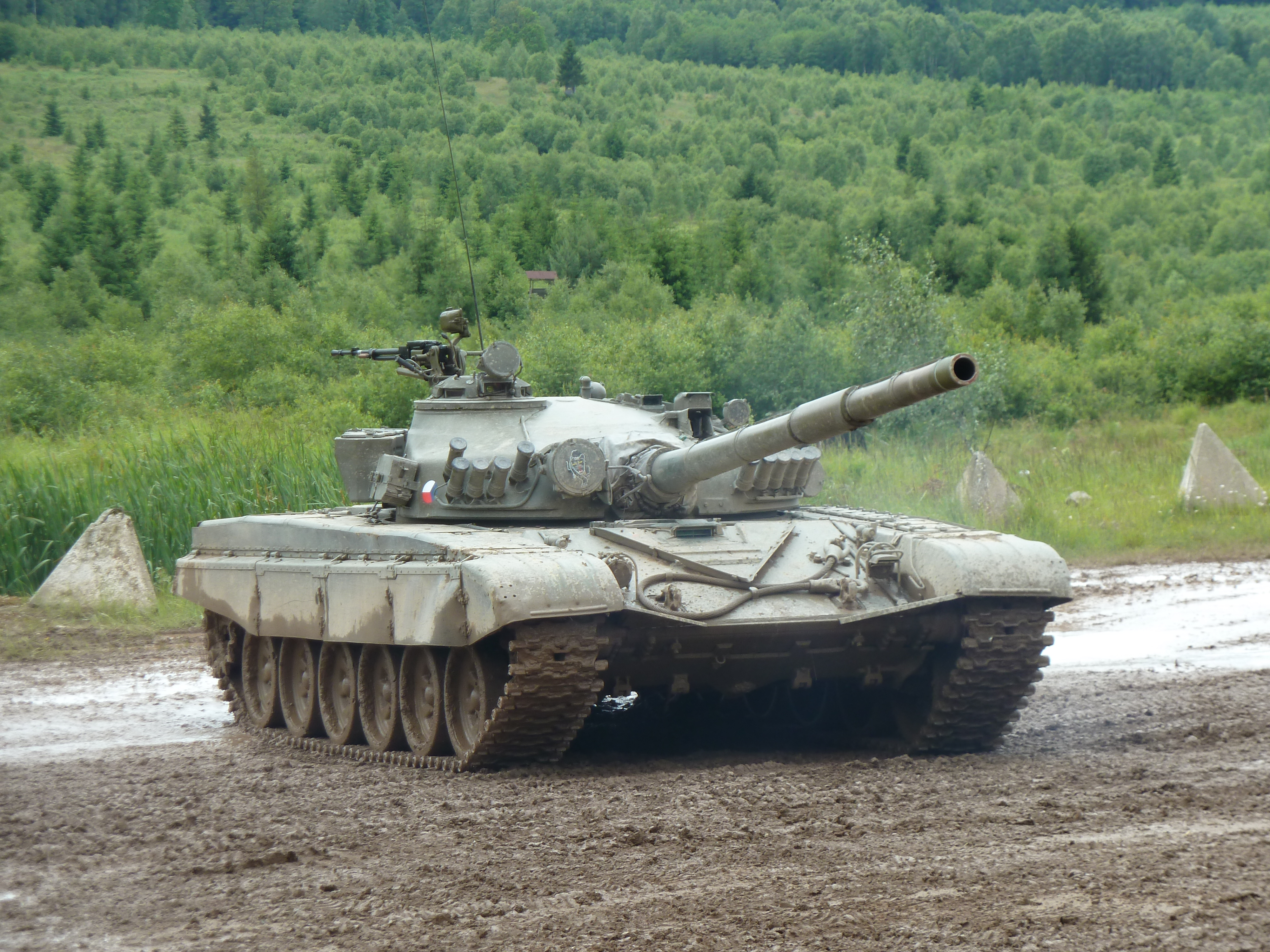
Nemodernizovaný tank T-72

  - 3 tankové čety po 4 tancích T-72M4 CZ
- 2. tanková rota
  - 2 velitelské tanky
  - 3 tankové čety po 4 tancích Leopard 2A4
- 3. tanková rota
  - 2 velitelské tanky
  - 3 tankové čety po 4 tancích T-72M1 (tabulkově T-72M4 CZ)
- 1. tanková rota Aktivních záloh "Československých legií"[19]
  - 1 velitelský tank
  - 4 tankové čety po 3 tancích T-72M1
  - Četa zabezpečení
- Mechanizovaná rota
  - 1 velitelské bojové vozidlo pěchoty
  - 3 mechanizované čety po 3 vozidlech BVP-2

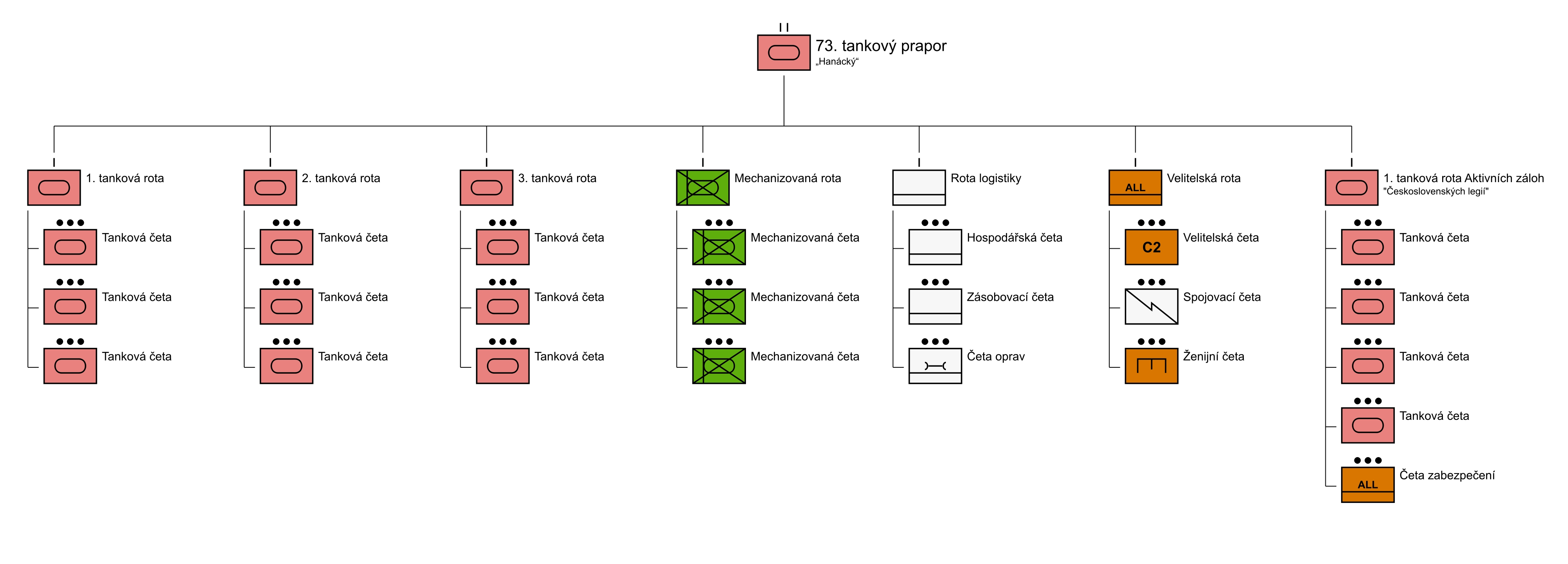
Organizace 73. tankového praporu

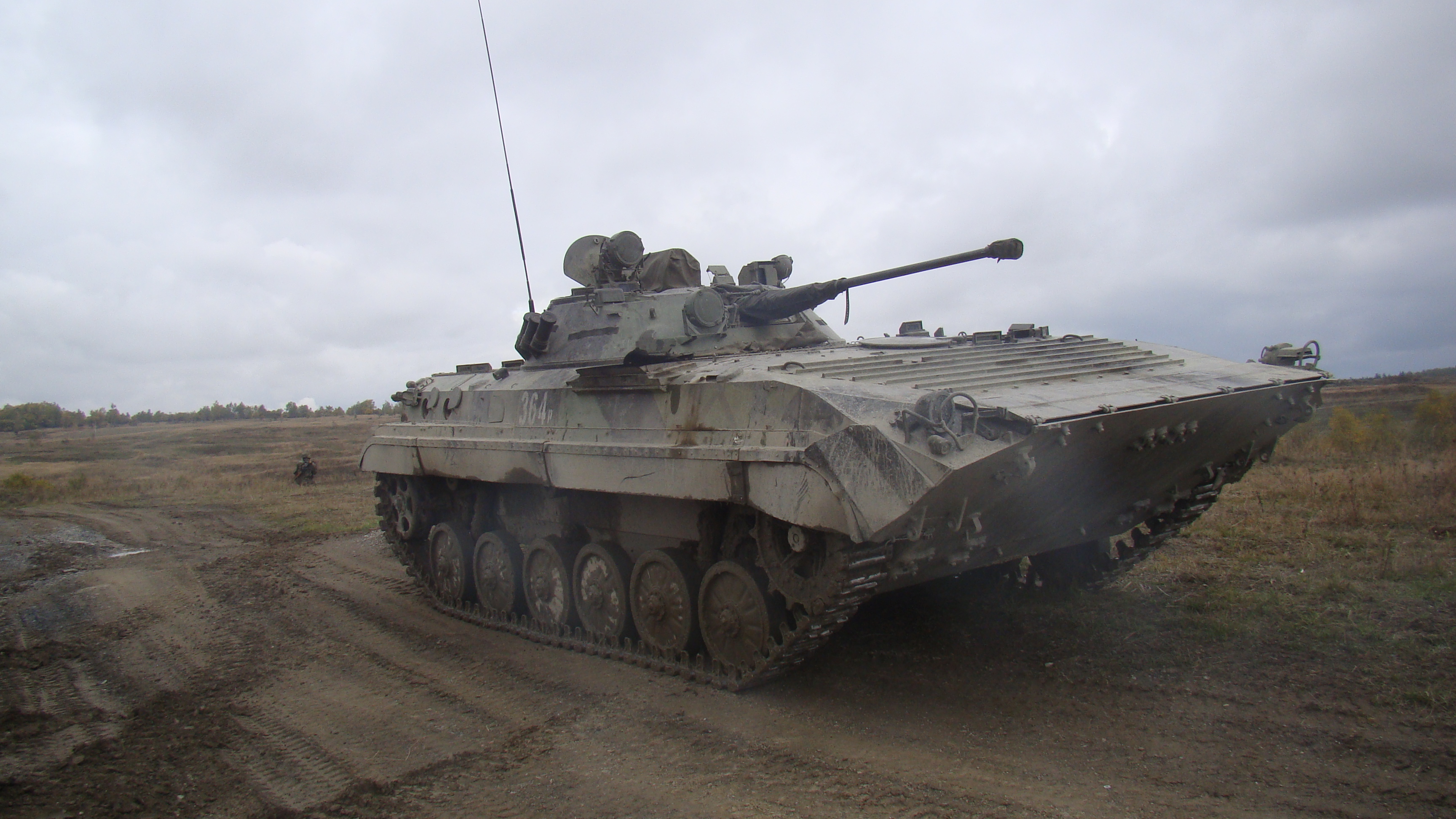
Bojové vozidlo pěchoty BVP-2

- Rota logistiky
  - Hospodářská četa
  - Zásobovací četa
  - Četa oprav